# Байкузино
Байкузино — деревня в Завьяловском районе Удмуртской Республики Российской Федерации.

## География
Протекает река Песчанка. На северо-западной окраине селения — пруд.
Находится в 25 км к югу от областного центра Ижевска и в 17 км к югу от райцентра Завьялово.

### уличная сеть
улицы — Заречная, Прудовая, Родниковая, Школьная;
переулки — Дачный, Лесной, Овражный

## История
До 25 июня 2021 года входило в состав Бабинского сельского поселения, упразднённое в связи с преобразованием муниципального района в муниципальный округ.

## Население
| 2010 | 2012 |
| ---- | ---- |
| 109  | ↘100 |

### Национальный и гендерный состав
Согласно результатам переписи 2002 года, в национальной структуре населения удмурты составляли 55 %, русские 41 % из 122 чел.; из них 49 мужчин, 73 женщины.

## Инфраструктура
Основа экономики — сельское хозяйство.

## Транспорт
Автодорога 94P-5 Ижевск-Сарапул и Бабинский тракт проходит к востоку от селения. Остановка общественного транспорта «Байкузино».